# Próg (hydrotechnika)

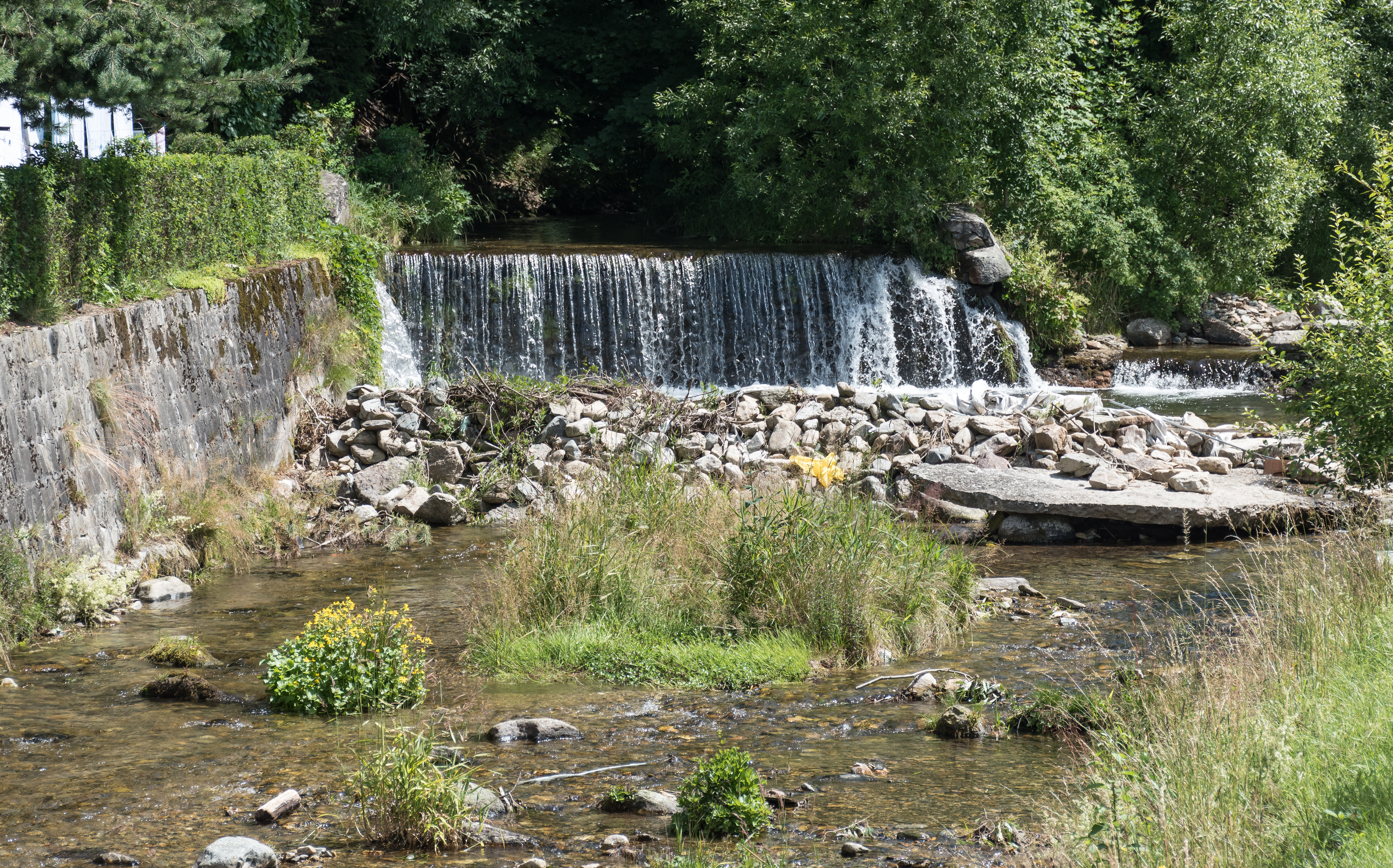
Próg na Bialej Lądeckiej

Próg – rodzaj budowli stosowanej w hydrotechnice do zabezpieczania i stabilizacji dna cieku. Tego rodzaju budowla hydrotechniczna jest budowana w poprzek cieku i obejmuje całą szerokość jego koryta. Korona takiej budowli osiąga poziom równy średniemu poziomowi dna cieku powyżej progu lub nieznacznie go przekracza, nie więcej jednak niż 1 m. Progi stosuje się zarówno w ciekach o dnie umocnionym, jak i nieumocnionym. Jeżeli dno cieku jest umocnione, próg jest elementem wzmacniającym takie ubezpieczenie i łagodzącym nadmierny spadek cieku. W przypadku gdy dno cieku jest nieumocnione, próg stabilizuje dno takiego cieku. Próg nie jest budowany z myślą o piętrzeniu wody jak budowle piętrzące, lecz jest zaliczany do kategorii budowli regulacyjnych, mających w tym przypadku na celu uzyskanie utrwalenia, stabilizacji i zabezpieczenia dna cieku.

## Budowa
W progu, rozpatrując budowlę zgodnie z biegiem rzeki, można wyróżnić:
- przedproże – stanowiące początkowy element budowli powyżej progu, umacniające koryto w stanowisku górnym
- właściwy próg
- wypad – stanowiący końcowy element budowli poniżej progu, umacniające koryto w stanowisku dolnym.

W zależności od konstrukcji progu i lokalnych warunków na cieku, zarówno przedproże, jak i wypad, mogą w pewnych przypadkach praktycznie nie występować jako budowla, lecz stanowić istniejące dno cieku.
Rozpatrując natomiast próg wzdłuż jego długości, można wyróżnić:
- zakotwienie progu w brzegu prawym
- konstrukcję progu o długości zgodnej z szerokością koryta cieku
- zakotwienie progu w brzegu lewym.

Progi stosuje się w połączeniu z umocnieniem brzegu, gdyż brak tego ostatniego może skutkować rozmyciem brzegu przy progu. Ponadto progów nie stosuje się na ciekach o spadku większym niż 25‰, ponieważ dla cieków o większych spadkach występuje zbyt silne rozmycie dna powyżej i poniżej progu.
Progi wykonuje się z różnorodnych materiałów i o różnej konstrukcji. Z materiałów stosowanych do budowy progów można wymienić: stal, beton, drewno, faszynę, kamień łamany. W Polsce stosuje się między innymi:
- próg z okrąglaków i ścianki szczelnej z bursów wpartych na palach
- próg z pojedynczej ścianki szczelnej między plamami z kantówki
- próg z kamienia łamanego
- próg z kamienia łamanego w połączeniu z
  - rusztem palowym
  - faszyną
  - walcami faszynowymi
- próg w konstrukcji siatkowo-kamiennej
- próg w konstrukcji betonowej
- próg z prefabrykatów betonowych, żelbetowych
- próg betonowo–kamienny konstrukcji Pietraszki.

Odległość pomiędzy poszczególnymi, kolejnymi progami, w przybliżeniu określa się ze wzoru:
{\displaystyle l={\frac {k}{I}},}
gdzie:
{\displaystyle l} – odległość między progami [m],
{\displaystyle I} – spadek dna,
{\displaystyle k} – współczynnik zależny od stosunku v/vv (o wielkości od 0,1 do 0,3),
w którym:
{\displaystyle v} – naturalna prędkość przepływu wody w cieku
{\displaystyle v_{v}} – nierozmywająca prędkość przepływu wody w cieku.